# Giovanni De Benedictis
Giovanni De Benedictis, född den 8 januari 1968 i Pescara, är en italiensk före detta friidrottare som tävlade i gång.
De Benedictis främsta meriter har kommit på den kortare distansen 20 km gång. Han blev bronsmedaljör vid Olympiska sommarspelen 1992 och silvermedaljör vid VM 1993. Vidare slutade han fyra vid VM 1991 i Tokyo. Han har två åttonde platser från VM 1997 och 1999.
Han tävlade inomhus på 5 km gång och blev tvåa vid Inomhus-VM 1991 och slutade femma vid inomhus-VM 1989.